# Acidaliastis nilotica
Acidaliastis nilotica là một loài bướm đêm trong họ Geometridae.